# Oudatchnaïa
Oudatchnaïa (en russe : трубка Удачная, troubka Oudatchnaïa, pouvant être traduit par « gisement chanceux ») est un gisement de diamants situé dans un champ de kimberlite de la république de Sakha, en Russie, au nord de la ville d'Oudatchny. Localisé tout juste en dehors du cercle Arctique aux coordonnées 66° 26′ N, 112° 19′ E, il est exploité sous forme de mine à ciel ouvert. Cette dernière fait plus de 600 mètres de profondeur, ce qui en fait la troisième mine à ciel ouvert la plus profonde après la mine de Bingham Canyon (1,21 km de profondeur) et Chuquicamata (850 m).
Le gisement a été découvert en juin 1955.
En 2010, le gisement d'Oudatchnaïa est géré par la compagnie de diamants russe Alrosa. Elle envisage de cesser l'exploitation à ciel ouvert pour axer sur l'exploitation souterraine.